# Endochironomus lepidus
Endochironomus lepidus är en tvåvingeart som först beskrevs av Johann Wilhelm Meigen 1830.  Endochironomus lepidus ingår i släktet Endochironomus och familjen fjädermyggor. Inga underarter finns listade i Catalogue of Life.